# José Clemente Fabres

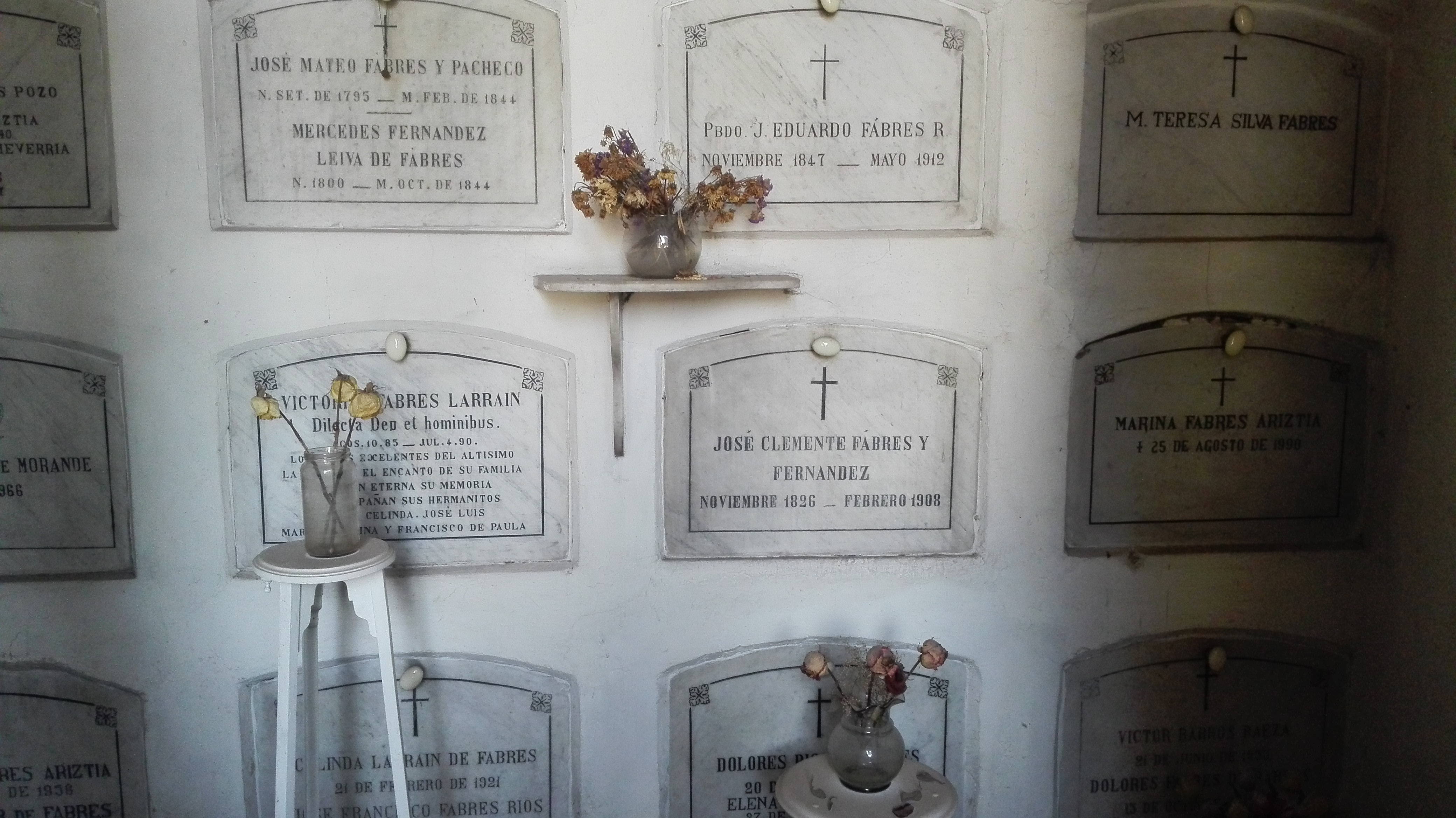
Tumba de Fabres en el Cementerio Católico de Santiago.

José Cecilio Clemente Fabres Fernández de Leiva (Santiago, 21 de septiembre de 1826-Quillota, 21 de febrero de 1908) fue un abogado, académico y político conservador chileno. Fue uno de los juristas más importantes del siglo XIX en su país.

## Biografía

### Familia y estudios
Hijo de don José Mateo Fabres Pacheco y de doña María Mercedes Fernández de Leiva Herquiñigo. Se casó con su pariente doña Dolores de los Ríos Egaña. 
Estudió en el Seminario de Santiago y en el Instituto Nacional, para luego pasar a la Facultad de Derecho de la Universidad de Chile, donde juró como abogado el 28 de septiembre de 1847.

### Carrera profesional
Fue juez y catedrático. Fue oficial del Ministerio de Justicia, y luego ingresó al Poder Judicial, donde fue relator de la Corte de Apelaciones de La Serena (1849), juez de Letras de Talca (1854), y ministro de la Corte de Apelaciones de La Serena (1857).
Entre 1885 y 1886 fue miembro del Consejo de Instrucción Pública.
Fue profesor de Código Civil en la Facultad de Ciencias Jurídicas de la Universidad de Chile (1866-1891), donde también fue decano entre 1884 y 1888. También fue profesor de Derecho Civil en la Facultad de Ciencias Jurídicas de la Universidad Católica de Chile, casa de estudios que ayudó a fundar, y donde además fue el primer decano de Derecho, entre 1888 y 1903.

### Carrera política
Fue militante del Partido Conservador. Fue diputado por Rancagua (1873-1876) y Santiago (1876-1882) y senador por Santiago (1885-1891) y O'Higgins (1891-1897). En el Senado integró la comisión permanente de Constitución, Legislación y Justicia; y presidió la de Negocios Eclesiásticos.

## Obras
- Instituto del Derecho Civil Chileno (1863)
- El derecho de los hijos naturales (1869)
- Porción conyugal (1882)
- Nulidad y Rescición